# Kris King
Kristopher "Kris" King, född 18 februari 1966, är en kanadensisk före detta professionell ishockeyforward som tillbringade 14 säsonger i den nordamerikanska ishockeyligan National Hockey League (NHL), där han spelade för ishockeyorganisationerna Detroit Red Wings, New York Rangers, Winnipeg Jets, Phoenix Coyotes, Toronto Maple Leafs och Chicago Blackhawks. Han producerade 151 poäng (66 mål och 85 assists) samt drog på sig 2 030 utvisningsminuter på 849 grundspelsmatcher. King spelade även på lägre nivåer för Binghamton Whalers och Adirondack Red Wings i American Hockey League (AHL), Chicago Wolves i International Hockey League (IHL) och Peterborough Petes i Ontario Hockey League (OHL).
Han draftades i fjärde rundan i 1984 års draft av Washington Capitals som 80:e spelare totalt. King vann en King Clancy Memorial Trophy för säsongen 1995–1996.
Efter den aktiva spelarkarriären arbetar han som chef inom NHL:s avdelning för liga- och ishockeyfrågor.

## Statistik
| 1982–1983  | Gravenhurst Indians  | GBJHL      | 32  | 72 | 53  | 125 | 115  | —  | —  | —  | —  | —   |
| 1983–1984  | Peterborough Petes   | OHL        | 62  | 13 | 19  | 32  | 168  | 8  | 3  | 3  | 6  | 14  |
| 1984–1985  | Peterborough Petes   | OHL        | 61  | 18 | 35  | 53  | 222  | 16 | 2  | 8  | 10 | 28  |
| 1985–1986  | Peterborough Petes   | OHL        | 58  | 19 | 40  | 59  | 254  | 8  | 4  | 0  | 4  | 21  |
| 1986–1987  | Peterborough Petes   | OHL        | 46  | 23 | 33  | 56  | 160  | 12 | 5  | 8  | 13 | 41  |
|            | Binghamton Whalers   | AHL        | 7   | 0  | 0   | 0   | 18   | —  | —  | —  | —  | —   |
| 1987–1988  | Detroit Red Wings    | NHL        | 3   | 1  | 0   | 1   | 2    | —  | —  | —  | —  | —   |
|            | Adirondack Red Wings | AHL        | 78  | 21 | 32  | 53  | 337  | 10 | 4  | 4  | 8  | 53  |
| 1988–1989  | Detroit Red Wings    | NHL        | 55  | 2  | 3   | 5   | 168  | 2  | 0  | 0  | 0  | 2   |
| 1989–1990  | New York Rangers     | NHL        | 68  | 6  | 7   | 13  | 286  | 10 | 0  | 1  | 1  | 30  |
| 1990–1991  | New York Rangers     | NHL        | 72  | 11 | 14  | 25  | 154  | 6  | 2  | 0  | 2  | 36  |
| 1991–1992  | New York Rangers     | NHL        | 79  | 10 | 9   | 19  | 224  | 13 | 4  | 1  | 5  | 14  |
| 1992–1993  | New York Rangers     | NHL        | 30  | 0  | 3   | 3   | 67   | —  | —  | —  | —  | —   |
|            | Winnipeg Jets        | NHL        | 48  | 8  | 8   | 16  | 136  | 6  | 1  | 1  | 2  | 4   |
| 1993–1994  | Winnipeg Jets        | NHL        | 83  | 4  | 8   | 12  | 205  | —  | —  | —  | —  | —   |
| 1994–1995  | Winnipeg Jets        | NHL        | 48  | 4  | 2   | 6   | 85   | —  | —  | —  | —  | —   |
| 1995–1996  | Winnipeg Jets        | NHL        | 81  | 9  | 11  | 20  | 151  | 5  | 0  | 1  | 1  | 4   |
| 1996–1997  | Phoenix Coyotes      | NHL        | 81  | 3  | 11  | 14  | 185  | 7  | 0  | 0  | 0  | 17  |
| 1997–1998  | Toronto Maple Leafs  | NHL        | 82  | 3  | 3   | 6   | 199  | —  | —  | —  | —  | —   |
| 1998–1999  | Toronto Maple Leafs  | NHL        | 67  | 2  | 2   | 4   | 105  | 17 | 1  | 1  | 2  | 25  |
| 1999–2000  | Toronto Maple Leafs  | NHL        | 39  | 2  | 4   | 6   | 55   | 1  | 0  | 0  | 0  | 2   |
|            | Chicago Wolves       | IHL        | 15  | 2  | 4   | 6   | 19   | —  | —  | —  | —  | —   |
| 2000–2001  | Chicago Blackhawks   | NHL        | 13  | 1  | 0   | 1   | 8    | —  | —  | —  | —  | —   |
| NHL totalt | NHL totalt           | NHL totalt | 849 | 66 | 85  | 151 | 2030 | 67 | 8  | 5  | 13 | 134 |
| AHL totalt | AHL totalt           | AHL totalt | 85  | 21 | 32  | 53  | 355  | 10 | 4  | 4  | 8  | 53  |
| OHL totalt | OHL totalt           | OHL totalt | 227 | 73 | 127 | 200 | 804  | 44 | 14 | 19 | 33 | 104 |